# Козимо I (великий герцог Тосканы)
Ко́зимо I Медичи (итал. Cosimo I de Medici; 12 июня 1519, Флоренция — 21 апреля 1574, Вилла Кастелло) — великий герцог тосканский. Первый из представителей боковой линии Медичи во главе Флоренции.

## Младшая ветвь Медичи

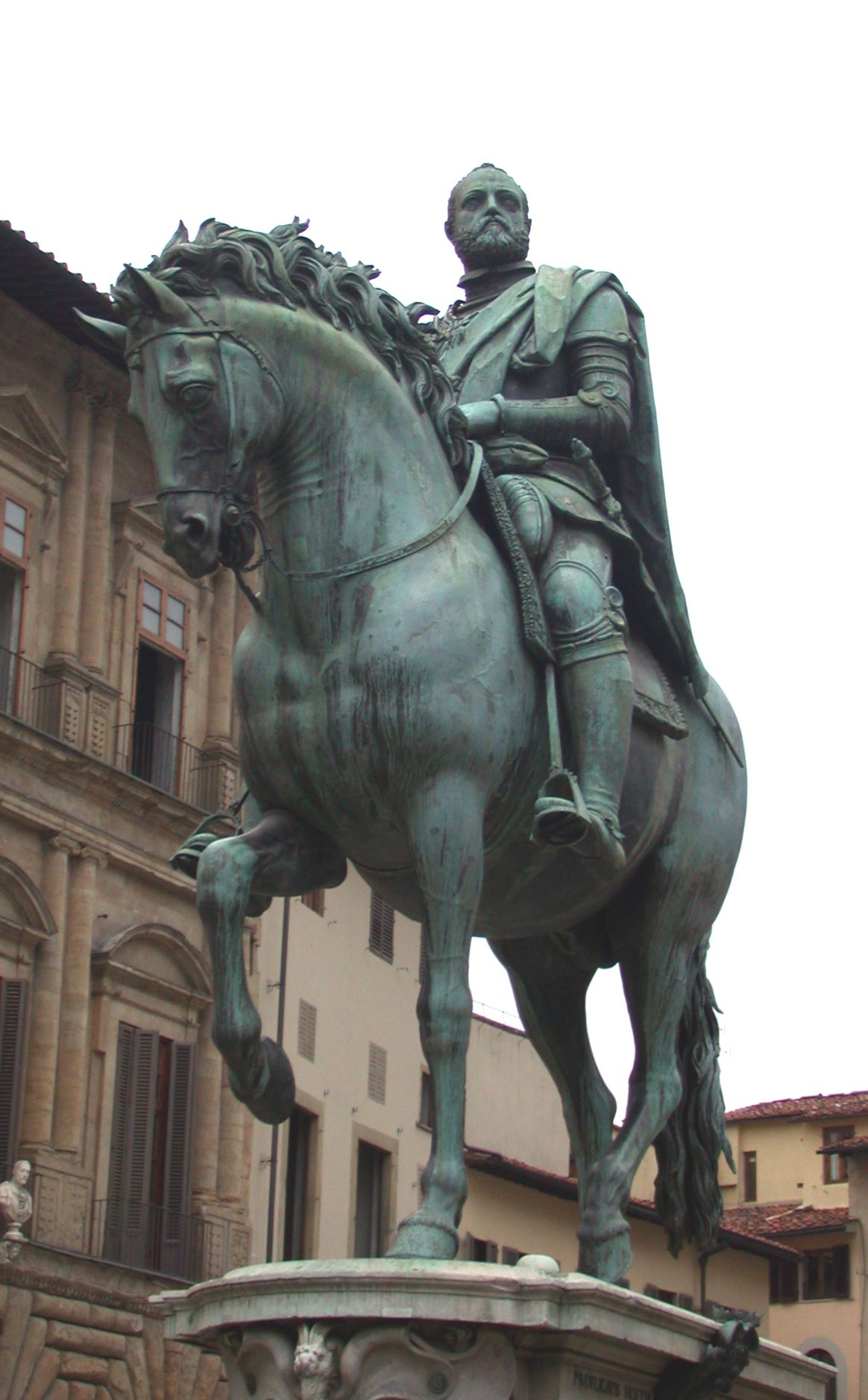
Конная статуя Козимо I. 1594. Скульптор Джамболонья. Площадь Синьории, Флоренция

Сын Джованни далле Банде Нере и Марии Сальвиати, по материнской линии внучки Лоренцо Великолепного.
Старшая ветвь Медичи, идущая от Козимо, основателя могущественной династии, пресеклась в 1537 году со смертью Алессандро Медичи — 1-го герцога. Так как Тоскана была превращена в герцогство по желанию императора Карла V, флорентийцы не рискнули вернуться к республиканскому строю. Поиск кандидата в следующие герцоги привёл к Козимо I. Он был представителем младшей ветви рода, идущей от брата Козимо по имени Лоренцо. В момент принятия титула Козимо было 17 лет.
Ловкий политик и бессовестный тиран, Козимо I поставил своей задачей образовать из Тосканы одно государство и сосредоточить в своих руках абсолютную монархическую власть. Жестоко преследуя при помощи инквизиции своих противников, он конфискациями и монополиями собрал значительные средства, с помощью которых создал флот, завоевал Сиену и находил себе союзников во внешней политике. Он приобрёл от папы Пия V титул великого герцога и торжественно короновался в Риме. 
Заботясь о династических интересах, Козимо старался расширять свою фамилию: покровительствовал Оттавиано Медичи и его сыновьям (из которых один, Алессандро, был впоследствии папой), хотя эта фамилия принадлежала к другому роду; признал членом своей фамилии Джан-Джакомо Медикини, миланца по происхождению, и помог его брату получить папский престол). Верный семейным преданиям, Козимо покровительствовал просвещению и реставрировал Пизанский университет.

## Семья
Первый брак: Элеонора Толедская, великая герцогиня Тосканская.
1. Мария (3 апреля 1540 — 19 ноября 1557)
2. Франческо (25 марта 1541 — 19 октября 1587)
3. Изабелла (31 августа 1542 — 16 июля 1576), в браке с Паоло Джордано Орсини
4. Джованни (28 сентября 1543 — ноябрь 1562), кардинал, апостольский администратор Пизы
5. Лукреция (7 июня 1545 — 21 апреля 1561), герцогиня Феррарская и Моденская
6. Пьетро (Педриччо) (10 августа 1546 — 10 июня 1547)
7. Гарция (5 июля 1547 — 12 декабря 1562)
8. Антонио (1548)
9. Фердинандо (30 июля 1549 — 17 февраля 1609)
10. Анна (1553)
11. Пьетро (3 июня 1554 — 25 апреля 1604)

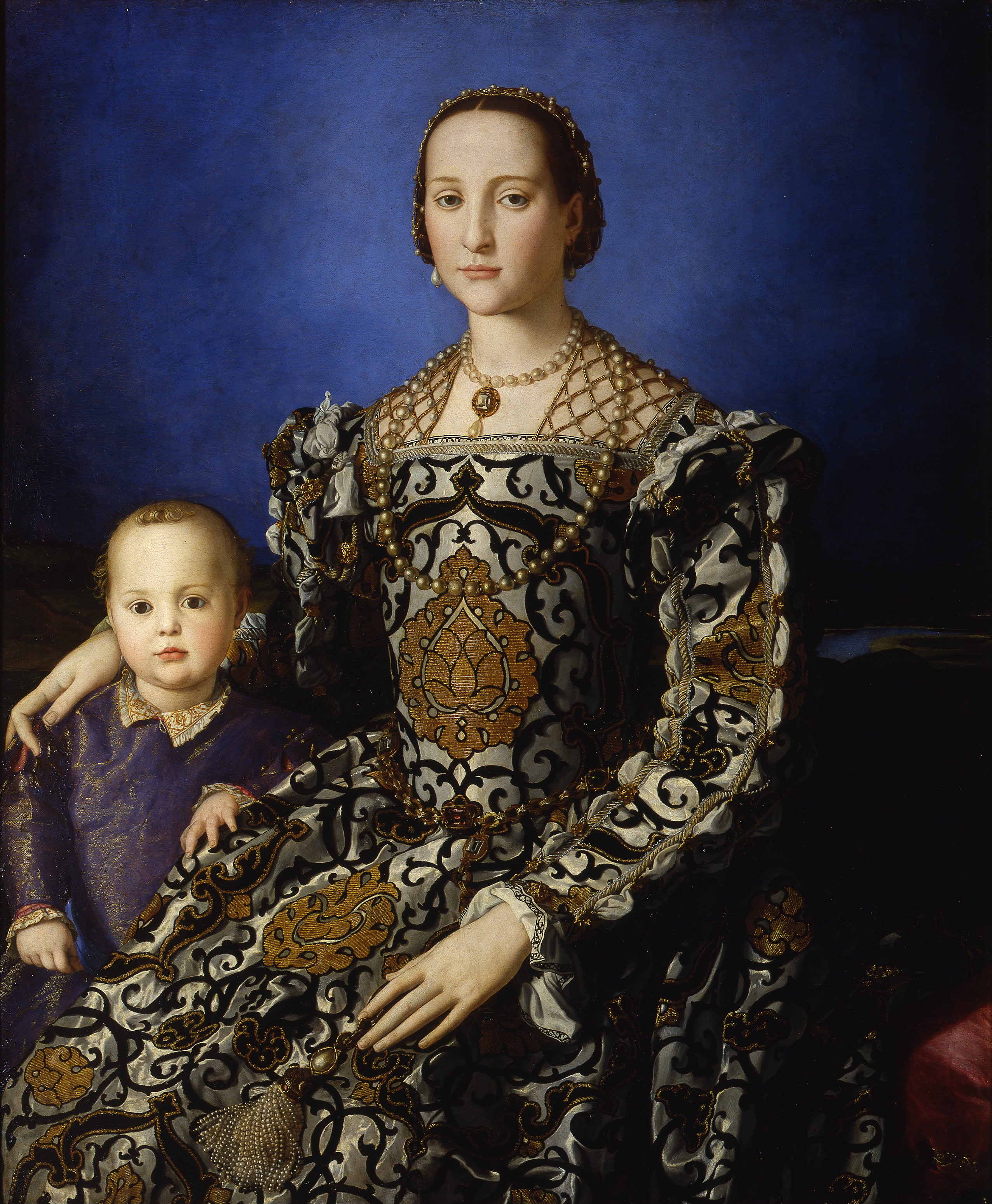
Элеонора Толедская с сыном Джованни
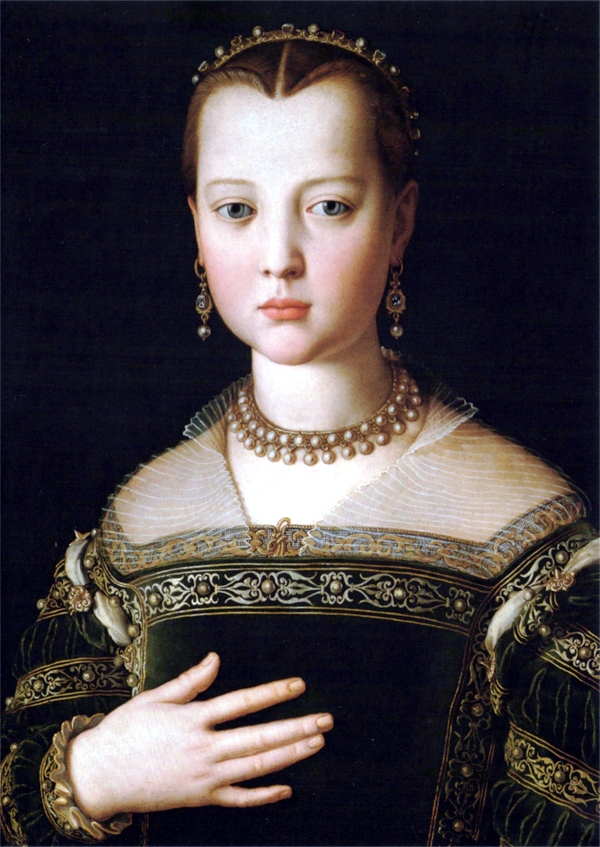
Мария
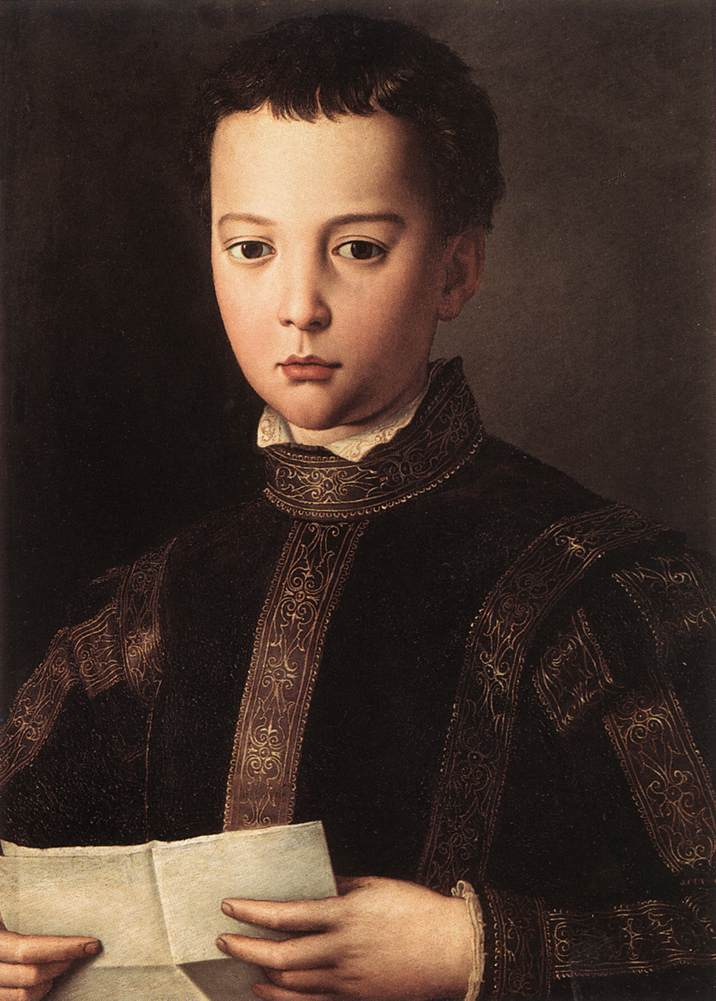
Франческо
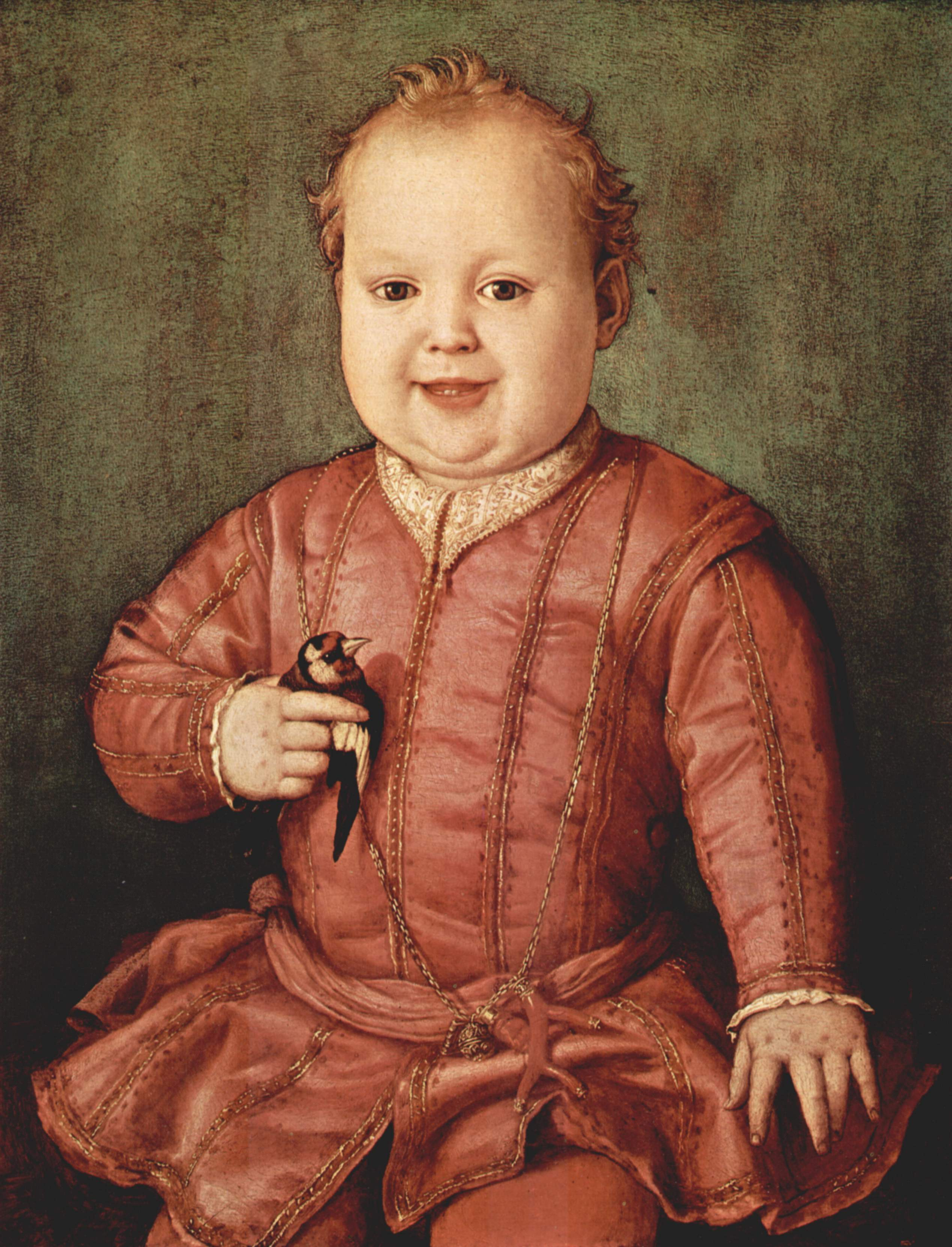
Джованни
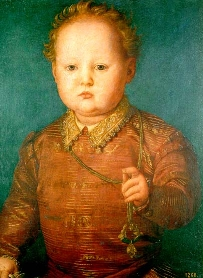
Гарция
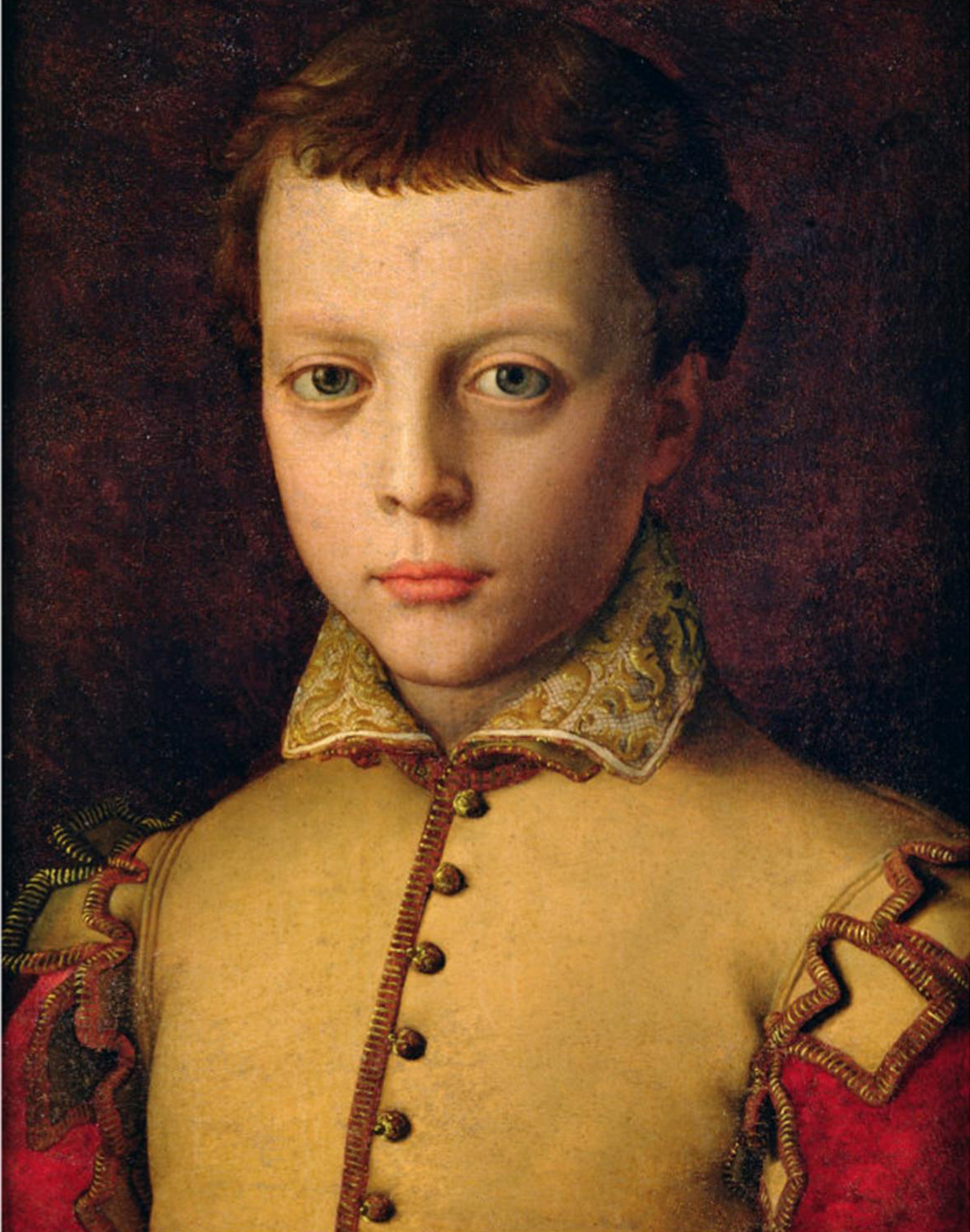
Фердинанд

Второй брак: Камилла Мартелли, давняя любовница Козимо, с которой он обвенчался в 1570 после смерти первой жены, но титула великой герцогини ей не дал.
1. Вирджиния (29 мая 1568 — 15 января 1615), замужем за Чезаре д'Эсте, герцогом Модены

Побочные дети:
1. от неизвестной женщины, до первого брака
  1. Биа (ок. 1536 — март 1542)
2. от Элеоноры дельи Альбицци между первым и вторым браком
  1. Джованни (1563—1621), позже узаконен отцом
  2. некрещёная девочка (1566)

## Награды
- Орден Святого Стефана Папы и Мученика
- Орден Золотого руна

## Образ в искусстве
Портрет Козимо Медичи неоднократно писался Аньоло Бронзино, а также его мастерской. Среди этих работ:
- Портрет Козимо I Медичи (1537, Государственный Эрмитаж, Санкт-Петербург).
- Портрет Козимо I Медичи в образе Орфея (1530-е, Художественный музей Филадельфии, США).
- Портрет Козимо I Медичи в доспехах (1545, Галерея Уффици, Флоренция).